# Bitwa pod Krasnem (VIII 1920)

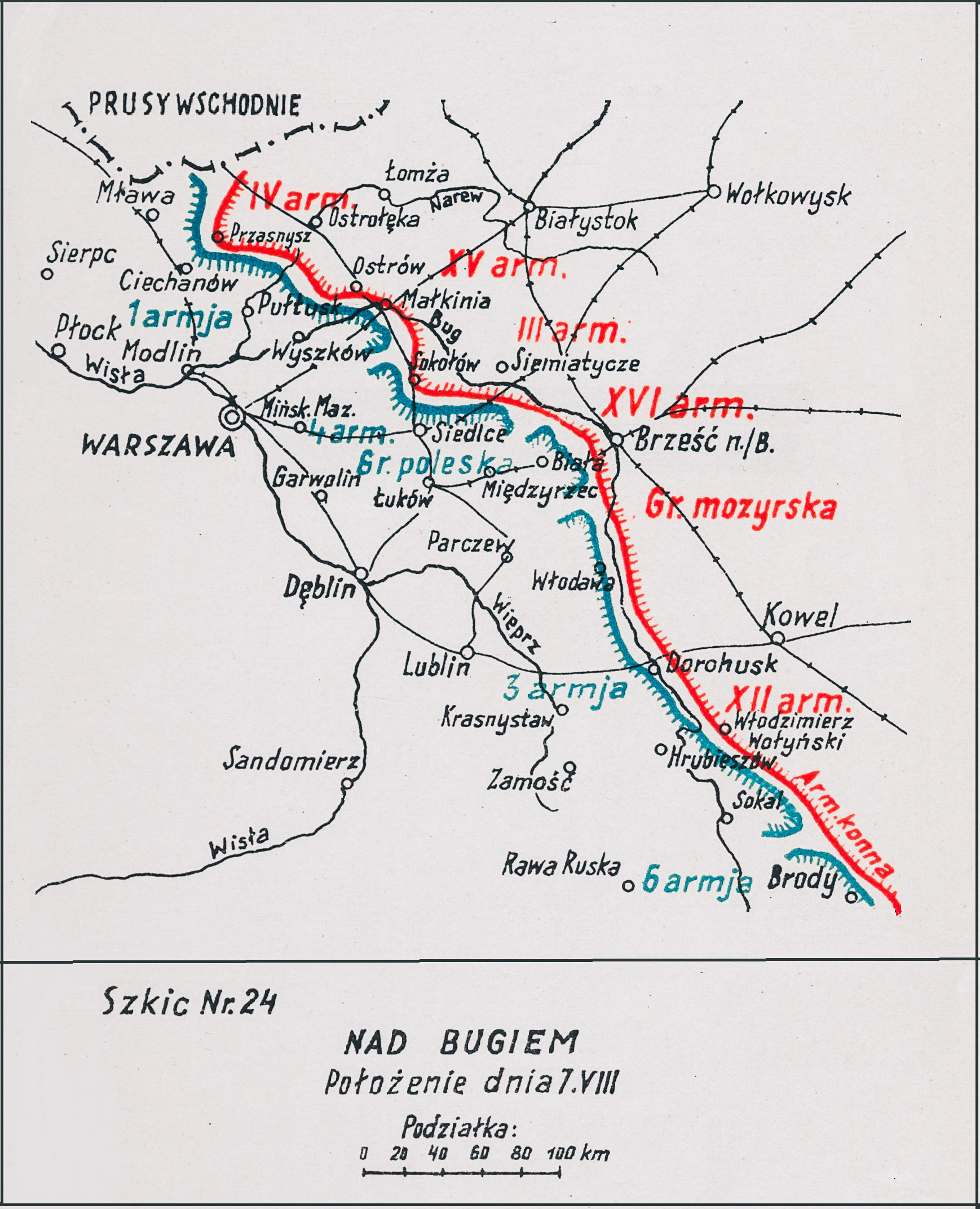
Adam Przybylski
Wojna polska 1918–1921

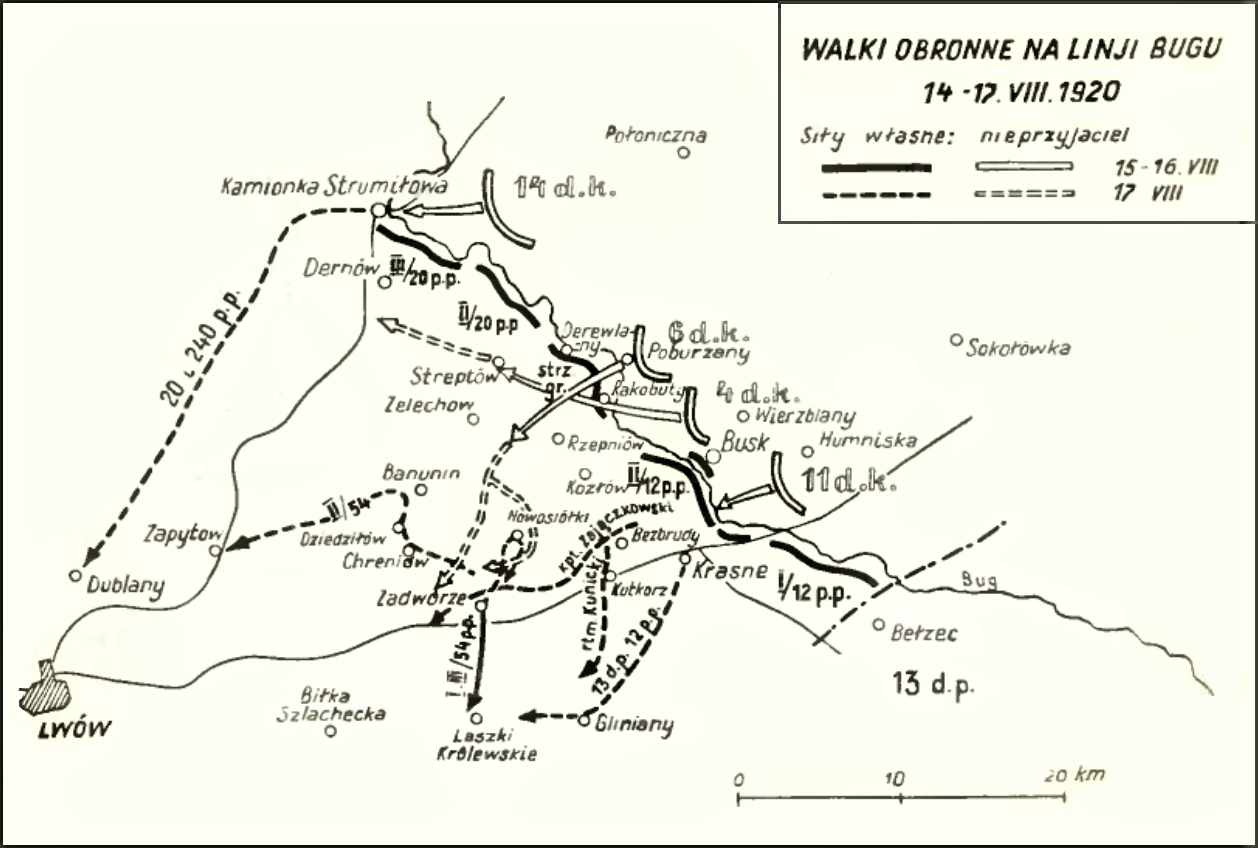
Otton Laskowski (red.)
Encyklopedja wojskowa, T. 4

Bitwa pod Krasnem – walki polskiej 6 Dywizji Piechoty gen. Mieczysława Lindego z oddziałami 1 Armii Konnej Siemiona Budionnego toczone w okresie ofensywy Frontu Południowo-Zachodniego w czasie wojny polsko-bolszewickiej.

## Geneza
W końcu lipca Naczelne Dowództwo Wojska Polskiego planowało uderzenie na prawe skrzydło nacierających wojsk Michaiła Tuchaczewskiego. Do przeprowadzenia operacji zamierzano użyć także jednostek ściągniętych z Frontu Południowo-Wschodniego generała Edwarda Rydza-Śmigłego. Warunkiem sukcesu było wcześniejsze pobicie 1 Armii Konnej Siemiona Budionnego w obszarze Brodów i Beresteczka.
Po pięciu dniach bitwy, szala zwycięstwa zaczęła przechylać się na stronę polską. Jednak sytuacja na Froncie Północnym, a szczególnie upadek Brześcia, zmusiła Naczelne Dowództwo Wojska Polskiego do przerwania bitwy.
W tym czasie dowódca sowieckiego Frontu Południowo-Zachodniego Aleksander Jegorow nakazał 1 Armii Konnej Budionnego zdobyć Lwów. Jej dywizje wdarły się w słabo obsadzoną lukę między polskimi 2 i 6 Armią, a 7 sierpnia pod Szczurowicami sforsowały Styr. 6 i 14 Dywizja Kawalerii z 45 Dywizją Strzelców miały działać zaczepnie w kierunku na Radziechów–Chołojów–Dobrotwór–Kamionkę Strumiłową, zaś 4 i 11 Dywizja Kawalerii na Busk. Północne skrzydło 1 Armii Konnej osłaniała walcząca pod Łuckiem 24 Dywizja Strzelców, a południowe 45 Dywizja Strzelców.
Działania opóźniające na tym kierunku prowadziła Grupa Operacyjna Jazdy generała Jana Sawickiego, a 3 Armia gen. Zygmunta Zielińskiego pozostawała jeszcze nad Styrem do 5 sierpnia; następnie rozpoczęła odwrót. Po nieudanych próbach zatrzymania 1 Armii Konnej na wschód od Bugu, dowódca Frontu Południowego, gen. Wacław Iwaszkiewicz, wydał 14 sierpnia rozkaz zajęcia nowej linii obrony, przebiegającej wzdłuż górnego biegu Bugu i Strypy.

## Walczące wojska
| Jednostka                      | Dowódca                  | Podporządkowanie    |
| Wojsko Polskie                 |                          |                     |
| dowództwo 6 Armii              | gen. Wacław Iwaszkiewicz | Front Płd. Wsch.    |
| ⇒ 6 Dywizja Piechoty           | gen. Mieczysław Linde    | 6 Armia             |
| → 12 pułk piechoty             | mjr Franciszek Alter     | 6 Dywizja Piechoty  |
| → 9 pułk strzelców granicznych | ppłk Stanisław Szemioth  | 6 Dywizja Piechoty  |
| → 20 pułku piechoty            |                          | 6 Dywizja Piechoty  |
| ⇒ grupa taktyczna              | rtm. Roman Abraham       |                     |
| ⇒ 13 Dywizja Piechoty          | gen. Stanisław Haller    | 6 Armia             |
| → 54 pułk piechoty             |                          | 13 Dywizja Piechoty |
| → 44 pułk piechoty             |                          | 13 Dywizja Piechoty |
| ⇒ 6 Dywizja Piechoty           |                          | 6 Armia             |
| → 20 pułk piechoty             |                          | 6 Dywizja Piechoty  |
| → 240 pułk piechoty            |                          | 6 Dywizja Piechoty  |
| Armia Czerwona                 |                          |                     |
| dowództwo 1 Armii Konnej       | Siemion Budionny         | Front Płd. Zach.    |
| ⇒ 11 Dywizja Kawalerii         | Fiodor Morozow           | 1 Armia Konna       |
| ⇒ 4 Dywizja Kawalerii          |                          |                     |
| ⇒ 6 Dywizja Kawalerii          | Aleksiej Polakow         |                     |

## Walki pod Krasnem
Wieczorem 14 sierpnia 6 Dywizja Piechoty gen. Mieczysława Lindego obsadziła odcinek obrony nad Bugiem od Kamionki Strumiłowej po Bełzec. Dowódca dywizji przyjął następujące ugrupowanie: 12 pułk piechoty zajął pozycje pod Buskiem i Krasnem, 9 pułk strzelców granicznych pod Rakobutami i Derewlanami, a dwa bataliony 20 pułku piechoty od Derewlan do Kamionki Strumiłowej. Zgodnie z planem dowódcy 6 Armii gen. Wacława Iwaszkiewicza, na oddziały 1 Armii Konnej z rejonu Krasne - Busk miała uderzyć grupa manewrowa, złożona z trzech pułków wyciągniętych z ugrupowania 6., 12. i 13 Dywizji Piechoty. Rozpoznanie bojem miała przeprowadzić grupa rtm. Romana Abrahama.
Sowieci uprzedzili działania Polaków i o świcie 15 sierpnia 11 Dywizja Kawalerii Fiodora Morozowa uderzyła na Busk i Krasne. Walczył z nią i z powodzeniem odpierał ataki polski 12 pułk piechoty mjr. Franciszka Altera. 16 sierpnia  dowódca konarmii wprowadził dwie kolejne dywizje, tym razem na kierunku obrony 9 pułku strzelców granicznych ppłk. Stanisława Szemiotha. Strzelcy graniczni ulegli spieszonym oddziałom sowieckich 4. i 6 Dywizji Kawalerii i w dużym nieładzie wycofali się do Streptowa. Powstałą lukę w polskim ugrupowaniu wykorzystała sowiecka kawaleria i wyszła na tyły broniącego się na szerokim froncie II batalionu 20 pułku piechoty. W tych warunkach zaskoczony batalion został szybko rozbity, dwie jego kompanie dostały się do niewoli, a dwie wycofywały się w kierunku na Kamionkę Strumiłową. Interweniował dowódca dywizji, ale kontratak wykonany siłami 240 pułku piechoty nie powiódł się, a i Il/12 pułku piechoty zmuszony został pod Rakobutami do odwrotu.
O świcie dowódca polskiej 6 Armii wyprowadził przeciwuderzenie siłami 6 Dywizji Piechoty oraz grupy rtm. Romana Abrahama. Północne zgrupowanie uderzeniowe pod dowództwem ppłk. Jana Sendorka, w składzie 20. i 240 pułk piechoty, uderzyło z rejonu Demowa na Streptów i Żelechów. W  walkach poniosło duże straty, zostało zmuszone do odwrotu na Kamionkę Strumiłową i dalej wycofało się aż do Dublan. Zgrupowanie południowe pod dowództwem płk. Karola Szemiota, w składzie 54 pułk piechoty oraz grupa rtm. Abrahama, wyparło przeciwnika z Nowosiółek, Chreniowa i Dziedziłowa. Jednak kontratak sowieckiej 6 Dywizji Kawalerii Aleksieja Polakowa odbił Dziedziłów i Nowosiółki, a I batalion 54 pułku piechoty został otoczony i rozbity. Także II batalion 54 pp poniósł wysokie straty; został odrzucony na południowy zachód i wycofał się na Zapytów. Wyznaczony do działań 12 pułk piechoty nie wziął udziału w natarciu.
W związku z niepomyślnym rozwojem sytuacji gen. Mieczysław Linde wydał 12 i 54 pułkowi piechoty rozkaz odwrotu przez Laszki Królewskie na Lwów. Cofnęła się też grupa rtm. Abrahama. Jej kawaleria maszerowała w kierunku południowym, a batalion piechoty na Zadwórze. Odwrót osłaniał 44 pułk piechoty, który do wieczora odpierał pod Krasnem ataki 11 Dywizji Kawalerii, a dopiero na rozkaz dowódcy 13 Dywizji Piechoty gen. Stanisława Hallera około 22.00 rozpoczął odwrót w kierunku na Biłkę Szlachecką.